# 엘스온라인
엘스온라인(ELS Online)는 이야 소프트 내부 개발팀인 "스튜디오 8"에서 개발했었던 대규모 다중 사용자 온라인 롤플레잉 게임으로, 루나플러스 블루랜드의 후속작이다. 캐릭터의 레벨에 따라 던전의 난이도와 구조가 바뀌며, 스마트폰을 통해 펫인 엘을 육성할 수 있다. 2012년 1분기에 비공개 베타 테스트를 거치고, 2분기에 오픈 베타할 계획이 예정되어 있었다. 개발이 중지되고 대신 루나플러스가 "블루랜드"를 부제목으로 붙이고 재서비스를 시작하였다.